# Charles Bukowski
(C. Bukowski, Hollywood, Hollywood!)
Henry Charles Bukowski, nato Heinrich Karl Bukowski (IPA: [buːˈkɒfski]) (Andernach, 16 agosto 1920 – Los Angeles, 9 marzo 1994), è stato un poeta e scrittore statunitense.

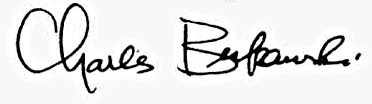
Firma

Ha scritto sei romanzi, centinaia di racconti e migliaia di poesie, per un totale di oltre sessanta libri.
Il contenuto di questi tratta della sua vita, caratterizzata da un rapporto morboso con l'alcol e il gioco d'azzardo, da frequenti esperienze sessuali (descritte in maniera realistica e senza troppi eufemismi) e da rapporti tempestosi con le persone. La corrente letteraria a cui spesso viene associato è quella del realismo sporco.

## Biografia

### Origini tedesche della famiglia

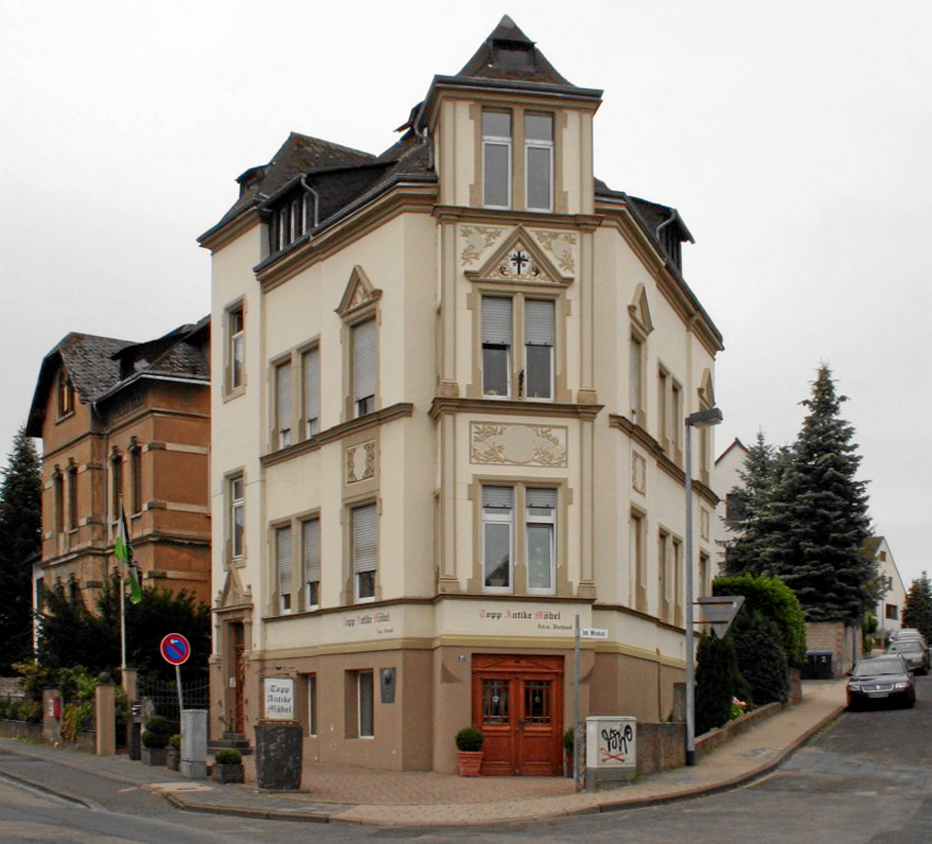
La casa dove Bukowski nacque ad Andernach, Germania

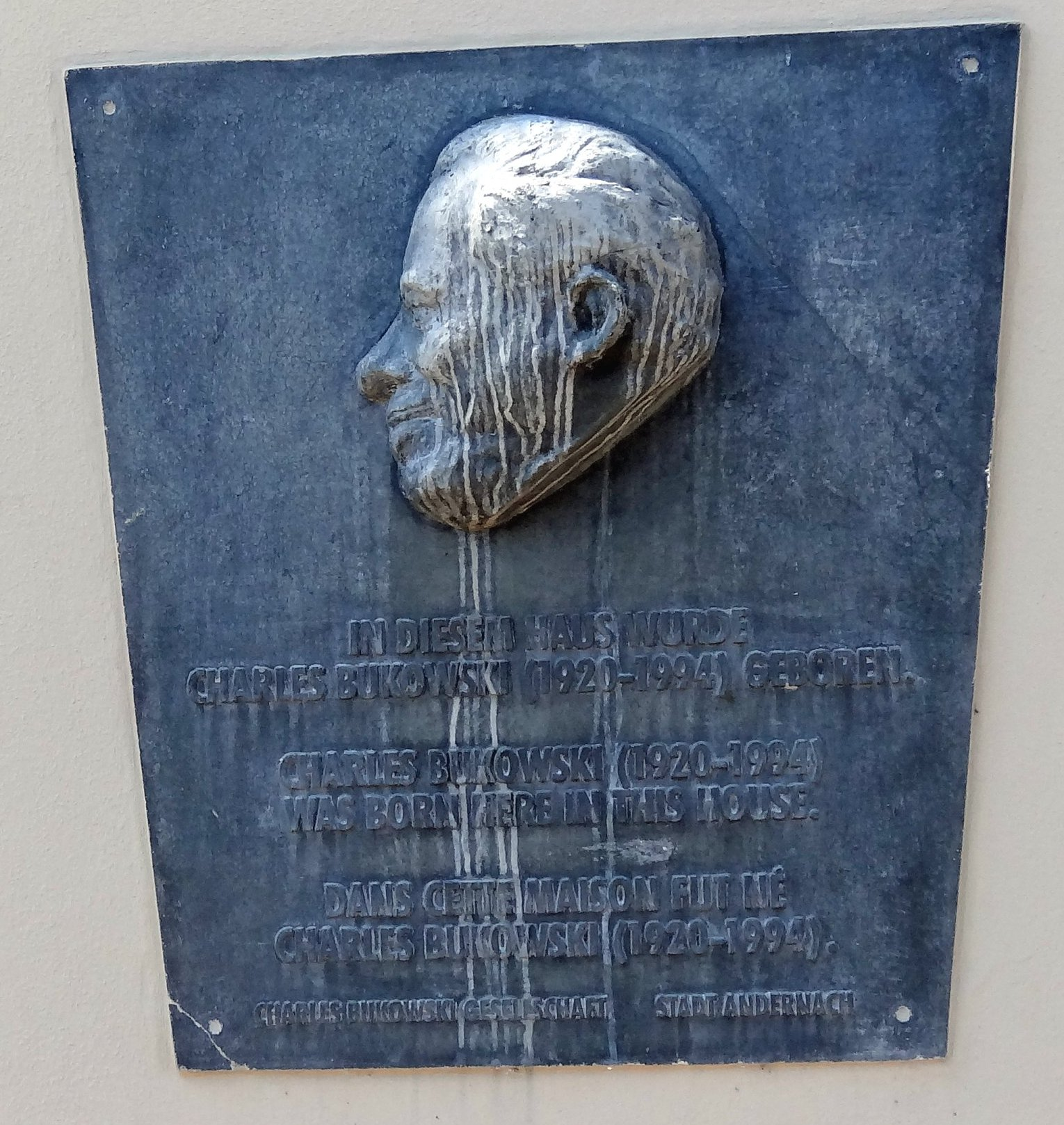
Targa sulla casa natale

Henry Charles Bukowski Jr. nacque ad Andernach, in Germania, con il nome di Heinrich Karl Bukowski da padre statunitense di origini polacche e tedesche, sergente della Third United States Army, Henry Bukowski, e da madre tedesca, Katharina Fett.
Il nonno paterno Leonard emigrò negli Stati Uniti dalla Germania negli anni ottanta del XIX secolo. A Cleveland, Leonard conobbe Emilie Krausse emigrante da Danzica, all'epoca parte della Prussia. Si sposarono a Pasadena. Leonard lavorò come carpentiere, fondando più tardi una sua azienda. La coppia ebbe quattro figli, compreso Henry, il padre di Charles Bukowski.
I genitori di Bukowski si conobbero in Germania, dove il padre svolgeva il servizio militare, dopo la fine della prima guerra mondiale. Ma l'economia tedesca era al collasso, a causa della guerra persa, e così la famiglia si trasferì negli Stati Uniti nel 1923, stabilendosi a Baltimora, nel Maryland.

### Gli anni giovanili
Per sembrare più americani, i genitori cominciarono a chiamarlo Henry. Dopo aver risparmiato un po', la famiglia si trasferì nella periferia di Los Angeles nel 1930, dove viveva la famiglia del padre.
Durante la sua infanzia, suo padre fu spesso disoccupato (erano gli anni della Grande depressione) e, secondo Bukowski, molto violento. Fu anche soggetto alla discriminazione dei figli dei vicini, che lo prendevano in giro per il forte accento e i vestiti tedeschi "da femminucce" che i suoi genitori insistevano indossasse. Durante l'infanzia soffrì di timidezza e solitudine, in seguito aggravate da una forma grave di acne, a causa della quale dovette anche sottoporsi a dolorose cure.
In una video intervista a Silvia Bizio disse che la sua infanzia fu un film horror, che dai sei agli undici anni subì percosse dal padre tre volte alla settimana con una cinghia da rasoio. 
A tredici-quattordici anni bevve per la prima volta il vino, grazie al suo amico William “Baldy” Mullinax (chiamato nei libri Eli LaCrosse), figlio di un chirurgo alcolista. “Questo mi aiuterà per tanto tempo”, scrisse in seguito, descrivendo l'inizio del suo amore a vita con l'alcol.
(Women, Donne)
Dopo essersi diplomato alla Los Angeles High School, frequentò il L.A. City College (università) per due anni, seguendo corsi di arte, giornalismo e letteratura. Durante quegli anni si associò brevemente con un gruppo di nazisti, il German-American Bund (Amerikadeutscher Volksbund), che prese poi in giro in Panino al prosciutto. Per un po' frequentò anche gruppi di estrema sinistra.
Nella poesia Cosa penseranno i vicini viene sfatata una delle svariate leggende che gli furono attribuite nel corso degli anni, quella di essersi schierato con le frange estremiste di destra: "non ero schierato con nessun gruppo o ideologia. in realtà nell'insieme l'idea della vita e della gente mi ripugnava ma era più facile scroccare da bere a quelli di destra che alle vecchie nei bar"
(Politics, A sud di nessun nord)
Il 22 luglio 1944, con la seconda guerra mondiale che ancora infuriava, fu arrestato dagli agenti dell'FBI a Filadelfia, in Pennsylvania (dove viveva in quel periodo), con l'accusa di renitenza alla leva e fu tenuto per diciassette giorni in prigione, per non aver dichiarato i suoi spostamenti all'esercito. Sedici giorni dopo non superò un esame fisico-psicologico e fu dichiarato non adatto al servizio militare. In futuro parteciperà ad alcune campagne pacifiste, ma sarà sostanzialmente disinteressato dalla politica: «La differenza tra dittatura e democrazia è che in democrazia prima si vota e poi si prendono ordini, in dittatura non dobbiamo sprecare il nostro tempo andando a votare.»

### Primi scritti
A 24 anni (1944), il racconto Aftermath of a Lengthy Rejection Slip fu pubblicato sulla rivista Story. Due anni dopo, un altro racconto, 20 Tanks From Kasseldown uscì su una raccolta di Portfolio III. Non riuscendo però a sfondare nel mondo letterario, Bukowski si rassegnò e smise di scrivere per un decennio, un periodo che lui ha chiamato “una sbronza di dieci anni”. Questi “anni buttati” formarono però le basi di tutto quello che scrisse in seguito, che è largamente autobiografico, sebbene la verità dei suoi resoconti sia stata frequentemente messa in discussione (lui stesso ammette di mescolare realtà e immaginazione).
Durante una parte di questo periodo continuò a vivere a Los Angeles, ma vagabondò anche per tutti gli USA, lavorando sporadicamente e vivendo in pensioni economiche. Nei primi anni cinquanta ottenne un lavoro a Los Angeles come postino, per le poste degli Stati Uniti, ma si dimise dopo meno di tre anni.
(Bukowski sul lavoro, in Factotum)
Nel 1955, dopo aver bevuto molto con la compagna Jane, fu ricoverato in ospedale per un'ulcera perforante, che gli fu quasi fatale. Si salvò grazie alle trasfusioni di sangue, donato dal padre. Quando lasciò l'ospedale, cominciò a scrivere poesie.
Nel 1957 decise di sposare una poetessa di una città della provincia texana, Barbara Frye, senza averla mai vista, ma i due divorziarono nel 1959. Barbara dirigeva la rivista Harlequin, sulla quale erano state pubblicate delle poesie di Bukowski. Lei disse che la loro separazione non ebbe niente a che fare con la letteratura, però lei dubitò spesso della sua abilità di poeta. In seguito al divorzio, Bukowski ricominciò a bere e a scrivere poesie.

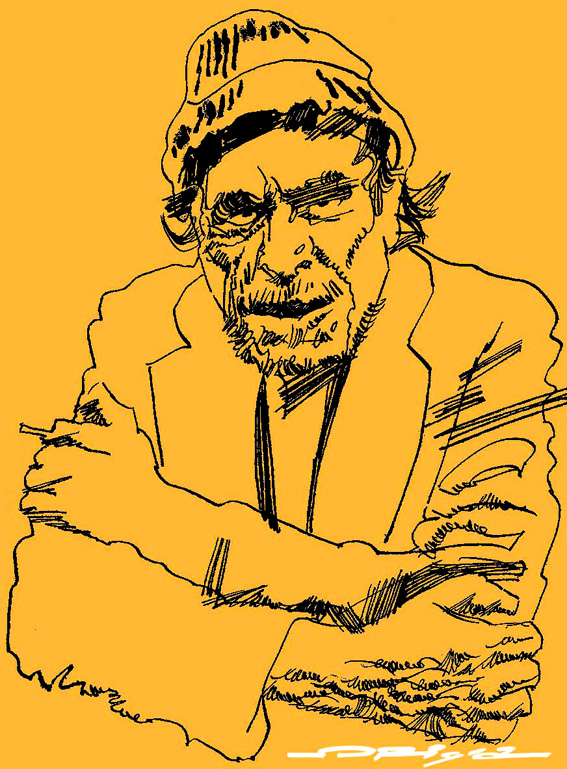
Ritratto di Bukowski

### Gli anni sessanta

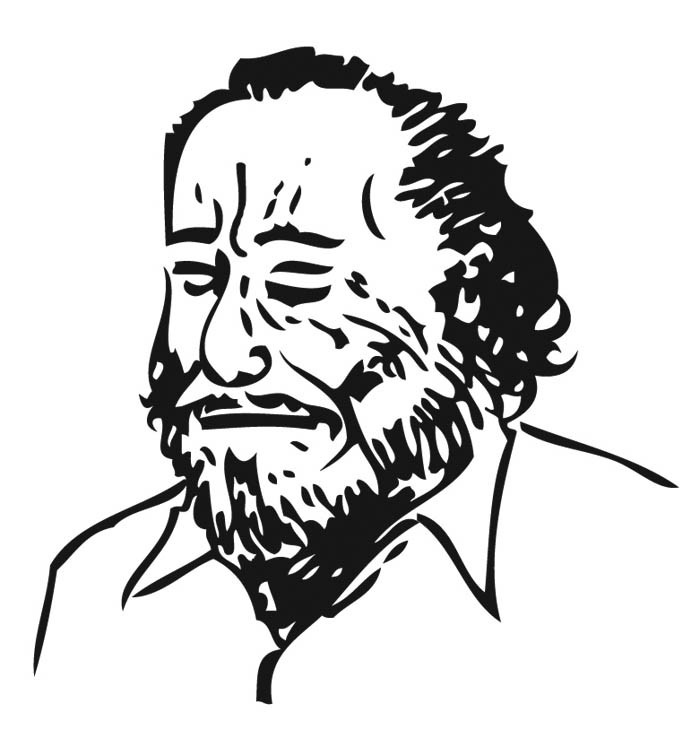
Bukowski in una rappresentazione artistica

Nel 1960 era ritornato all'ufficio postale a Los Angeles, dove continuò a lavorare come impiegato archivista per oltre dieci anni. Nel 1962 fu traumatizzato dalla morte di Jane Cooney Baker, il suo primo vero amore. Bukowski sfogò il suo lutto e la sua devastazione in una potente serie di poesie e racconti che piangevano la sua morte. Jane è considerata il più grande amore della sua vita e la più importante tra le Muse che ispirarono la sua scrittura: ne sono convinti i biografi Jory Sherman, Souness, Brewer e Harrison.
Nel 1964 Frances Smith, la sua nuova convivente, partorì l'unica figlia di Bukowski, Marina Louise. Lui però screditava Frances con frasi pesanti: hippy dai capelli bianchi (white-haired hippy), lavoro malfatto (shack-job) e vecchia sdentata (old snaggle-tooth).
Jon e Louise Webb, adesso riconosciuti come giganti del movimento della piccola editoria del dopoguerra, pubblicavano The Outsider literary magazine. Sotto il marchio Loujon Press, fecero uscire It Catches My Heart In Its Hands (1963) e Crucifix in a Deathhand (1965). La prima raccolta di racconti di Bukowski fu un libretto stampato in 500 copie nel 1965 intitolato Confessions of a Man Insane Enough to Live with Beasts (Confessioni di un uomo folle abbastanza per vivere con le bestie), seguito nel 1966 da All the Assholes in the World and Mine (Tutti gli stronzi del mondo e me).
All'inizio del 1967, cominciò a scrivere Notes of A Dirty Old Man (Taccuino di un vecchio porco), pubblicandolo a puntate sull'Open City di Los Angeles, un giornale underground. Quando fu chiuso nel 1969, i racconti continuarono a uscire sul Los Angeles Free Press, e sul NOLA Express di New Orleans, Louisiana.
Sempre nel 1969 lo stesso Bukowski si dedicò a una propria rivista letteraria (intitolata Laugh Literary and Man the Humping Guns), ma senza successo.

### Gli anni Black Sparrow
(L'amore è un cane che viene dall'inferno, capitolo Letti, cessi, io e te, p. 117)
Nel 1969 accettò un'offerta dall'editore della Black Sparrow, John Martin: 100$ al mese per tutta la vita. Decise perciò di lasciare il lavoro alle poste per dedicarsi alla scrittura a tempo pieno. Aveva quarantanove anni. Come spiegò in una lettera di quel periodo: «Avevo solo due alternative, restare all'ufficio postale e impazzire... o andarmene e giocare a fare lo scrittore e morire di fame. Decisi di morire di fame». Meno di un mese dopo finì il suo primo romanzo autobiografico, Post Office, che lo rese celebre. Come forma di rispetto per la fiducia in uno scrittore relativamente sconosciuto, Bukowski pubblicò quasi tutti i suoi lavori successivi con la Black Sparrow.
Grazie alla fama crescente cominciò a imbarcarsi in una serie di storie di una notte e di relazioni. Quelle più importanti furono con Linda King, poetessa e scultrice, Liza Willams, manager degli studi di registrazione, e "Tammie", madre single dai capelli rossi. Tutte queste storie fornirono materiale per i suoi racconti e le poesie. Un'altra importante relazione fu con “Tanya”, descritta in Donne (Women) come un'amica di penna. Nell'autunno del 1977 conobbe Jörg Fauser, rappresentante della beat generation tedesca, con il quale strinse amicizia e al quale dedicherà, dopo la sua morte, il poemetto Joe, del 1988. 
Nel 1976 incontrò Linda Lee Beighle, proprietaria di un ristorante di cibo salutare, aspirante attrice e devota di Meher Baba, leader di una setta indiana. Due anni dopo si trasferì dalla zona dell'East Hollywood, dove aveva vissuto per la maggior parte della vita, alla comunità rurale di San Pedro, il distretto più a sud di Los Angeles. Linda lo seguì e vissero insieme a intermittenza per più di due anni, perché lui a volte si stancava della relazione e la metteva alla porta.
Dopo una serie di scioperi della fame e preghiere disperate, ci ripensò e la riprese con sé. Linda è chiamata Sara nei romanzi Donne e Hollywood, Hollywood! (Hollywood). Bukowski, scrivendo di lei, disse che gli aveva regalato altri dieci anni di vita (perché l'aveva obbligato a bere un po' meno e solo vino). In seguito furono sposati da Manly Palmer Hall, autore e mistico canadese, nel 1985.

### Morte
Nel 1988 si ammalò di tubercolosi, ma continuò a scrivere e pubblicare libri fino a quando, il 9 marzo 1994, all'età di 73 anni, morì stroncato da una leucemia fulminante, a San Pedro, poco dopo aver completato il suo ultimo romanzo, Pulp. I funerali furono officiati da monaci buddisti, alla cui disciplina spirituale si era avvicinato negli ultimi anni. Un resoconto della cerimonia può essere trovato nel libro di Gerald Locklin, Charles Bukowski: A Sure Bet.
La sua lapide recita: "Henry Charles Bukowski Jr - Hank - Don't Try - 1920-1994", e sotto appare l'incisione raffigurante un pugile. La scritta "Don't Try" (Non provare) è una frase che usa in una delle sue poesie, consigliando gli aspiranti scrittori e poeti riguardo l'ispirazione e la creatività. Bukowski spiega la frase in una lettera del 1963:
La lapide si trova al Green Hills Memorial Park, nel Rancho Palos Verdes, presso Los Angeles.

## L'opera
(C. Bukowski, Il capitano è fuori a pranzo)
(da Storie di ordinaria follia)
Bukowski pubblicò numerosissimi scritti in piccole riviste letterarie e con piccoli editori, dai primi anni quaranta fino ai primi anni novanta. In seguito la Black Sparrow Press (ora HarperCollins/ECCO) ripubblicò tutto in volume.
Bukowski riconosce l'influenza sulla sua scrittura di John Fante, James Thurber, Louis-Ferdinand Céline, Anton Čechov, Franz Kafka, Knut Hamsun, Henry Miller, Robinson Jeffers, Fëdor Dostoevskij, David Herbert Lawrence, J.D. Salinger, Antonin Artaud ed Edward Estlin Cummings.
Complesso il suo rapporto con la scrittura di Ernest Hemingway, per la quale non ha mai nascosto la sua ammirazione. Ciononostante, in Donne il suo alter-ego Henry Chinaski fa un impietoso ritratto di Hemingway, definito: "Troppo cupo, troppo serio. Un bravo scrittore, belle frasi. Ma per lui la vita era sempre guerra totale. Non si lasciava mai andare, non ballava mai".
Il suo nome è stato spesso associato al movimento della Beat Generation a causa del suo stile informale e dell'atteggiamento anticonformista verso la letteratura, ma lui non si è mai identificato come un "Beat". I suoi testi portano in scena storie di "ordinaria follia", di disperazione, sesso, alcolismo e solitudine.

Spesso parlò di Los Angeles come del suo soggetto preferito. In un'intervista del 1974 disse: 
Un critico ha descritto i suoi libri come “una pittura dettagliata di certe fantasie maschili considerate dei tabù: lo scapolo disinibito, solitario, antisociale, e totalmente libero”. Tentò di conformarsi a questa descrizione attraverso un comportamento da pazzo durante le sue poesie ed attraverso dei modi di fare scandalosi durante le feste.
A partire dalla sua morte nel 1994, sono stati pubblicati molti articoli e libri sia sulla sua vita che sui suoi scritti. Il suo lavoro però ha ricevuto relativamente poca attenzione dai critici accademici. HarperCollins/ECCO ha continuato a pubblicare nuove raccolte delle sue poesie, prelevandole dalle migliaia di lavori pubblicati sulle piccole riviste letterarie. L'uscita del 2007, The People Look Like Flowers at Last, conclude questo progetto: tutto ciò che ha scritto Bukowski (e che non ha distrutto lui stesso, come ha raccontato a Fernanda Pivano), è disponibile ora al grande pubblico. Bukowski stesso decise di pubblicare postume alcune di queste opere, un po' per giocare con la morte, com'era nel suo stile.

## Opere

### Romanzi
- Post Office, Milano, SugarCo, 1971.
- Factotum, Milano, SugarCo, 1975.
- Women

Donne, Milano, SugarCo, 1978.
- Ham on Rye

Panino al prosciutto, Milano, SugarCo, 1982. ISBN 88-7198-006-9.
- Hollywood

Hollywood, Hollywood!, Milano, Feltrinelli, 1990. ISBN 88-07-70001-8.
- Pulp, 1994.

Pulp. Una storia del XX secolo, Milano, Feltrinelli, 1995. ISBN 88-07-70060-3.

### Raccolte di racconti
- Notes of a Dirty Old Man, 1969.

Taccuino di un vecchio sporcaccione, Milano, Guanda, 1979; poi Taccuino di un vecchio porco, Milano, Feltrinelli, 1980.
- Erections, Ejaculations, Exhibitions and General Tales of Ordinary Madness, 1972.

parzialmente in Storie di ordinaria follia, Milano, Feltrinelli, 1975.
parzialmente in Compagno di sbronze, Milano, Feltrinelli, 1979.
Svastica, Viterbo, Stampa alternativa, 1994. ISBN 88-7226-209-7. [racconto singolo]
- South of No North. Stories of the buried life, 1973.

parzialmente in A Sud di nessun Nord, Milano, SugarCo, 1973.
parzialmente in Storie di una vita sepolta, Milano, SugarCo, 1973.
- Hot Water Music, 1983.

Musica per organi caldi, Milano, Feltrinelli, 1984. ISBN 88-07-04006-9.
- Septuagenarian Stew: Stories and Poems, 1990.

Niente canzoni d'amore, Milano, A. Mondadori, 1993. ISBN 88-04-40692-5.
- Betting on the Muse: Poems and Stories, 1996.

Confessioni di un codardo, Parma, Guanda, 1997. ISBN 88-7746-963-3.
- Bring Me Your Love/There's No Business

Portami il tuo amore / Non c'è niente da fare, Milano, Topolin, 2000.
- Portions from a wine-stained notebook, 2008.

Azzeccare i cavalli vincenti, Milano, Feltrinelli, 2009. ISBN 978-88-07-70215-0.
- Absence of the hero, 2010.

Scrivo poesie solo per portarmi a letto le ragazze, Milano, Feltrinelli, 2012. ISBN 978-88-07-01891-6.
- More notes of a dirty old man

Il ritorno del vecchio sporcaccione, Milano, Feltrinelli, 2017, ISBN 978-88-07-03224-0.
- The bell tolls for no one

La campana non suona per te, Milano, Guanda, 2018. ISBN 978-88-235-1914-5.
- The Mathematics of the Breath and the Way: On Writers and Writing, 2018

Taccuino di un allegro ubriacone, Milano, Guanda, 2019. ISBN 978-88-235-2262-6

### Raccolte di poesie
- It Catches My Heart in Its Hand. New & selected poems, 1955-1963, New Orleans, Loujon Press, 1963.

parzialmente in Tutti gli anni buttati via, Parma, Guanda, 2010. ISBN 978-88-8246-790-6.
- Crucifix in a Deathhand. New poems, 1936-65, New York, Lyle Stuart, 1965.

parzialmente in Tutti gli anni buttati via, Parma, Guanda, 2010. ISBN 978-88-8246-790-6.
- At Terror Street and Agony Way, 1968.

So benissimo quanto ho peccato, Parma, Guanda, 2011. ISBN 978-88-8246-791-3.
- Days Run Away Like Wild Horses Over the Hills, 1969.
- Mockingbird, Wish Me Luck, 1972.
- Burning in Water Drowning in Flame: Selected Poems 1955-1973, 1974.

So benissimo quanto ho peccato, Parma, Guanda, 2011. ISBN 978-88-8246-791-3.
- Love is a Dog from Hell, 1977.

L'amore è un cane che viene dall'inferno. Poesie 1974-1977, Roma, Savelli, 1979.
- Poesie (1955-1973), a cura di Vincenzo Mantovani, Milano, A. Mondadori, 1979. [antologia di 83 poesie tratte dalle prime cinque raccolte]
- Los Angeles 462-0614. Poesie, introduzione di Giorgio Mariani, postfazione di Alex MacQuarrie, Roma, Savelli, 1982. [tratte da Love is a dog from hell]
- 23 poesie, Milano, A. Mondadori, 1996. ISBN 88-04-41485-5. [tratte dal precedente Poesie (1955-1973)]
- You Get So Alone at Times That It Just Makes Sense, 1986.

Tutto il giorno alle corse dei cavalli e tutta la notte alla macchina da scrivere, Roma, Minimum fax, 1999. ISBN 88-86568-66-5.
- The roominghouse madrigals: early selected poems 1946-1966, 1988.

Madrigali da una camera in affitto, 3 voll.,
Notte imbecille, Carnago, SugarCo, 1993. ISBN 88-7198-251-7.
Non c'è niente da ridere, Carnago, SugarCo, 1996. ISBN 88-7198-402-1.
Nato per rubare rose, Carnago, SugarCo, 1997. ISBN 88-7198-437-4.
- Last Night of the Earth Poems, 1992

Si prega di allegare dieci dollari per ogni poesia inviata, Roma, Minimum fax, 2001. ISBN 88-87765-58-8. [prima parte]
Evita lo specchio e non guardare quando tiri la catena, Roma, Minimum fax, 2002. ISBN 88-87765-46-4. [seconda parte]
Seduto sul bordo del letto mi finisco una birra nel buio, Roma, Minimum fax, 2002. ISBN 88-87765-68-5. [terza parte]
Spegni la luce e aspetta, Roma, Minimum fax, 2003. ISBN 88-87765-71-5. [quarta parte]
- Betting on the Muse: Poems & Stories, 1996.

parzialmente in Le ragazze che seguivamo, Parma, Guanda, 1998. ISBN 88-7746-962-5.
parzialmente in Una donna sulla strada, Milano, Guanda, 2016. ISBN 978-88-235-1434-8.
- Bone Palace Ballet, 1997.

Quando eravamo giovani. Poesie, Milano, Feltrinelli, 1999. ISBN 88-07-81537-0. [prima parte]
La canzone dei folli. Poesie II, Milano, Feltrinelli, 2000. ISBN 88-07-81602-4. [seconda parte]
Il grande. Poesie III, Milano, Feltrinelli, 2002. ISBN 88-07-81676-8. [terza parte]
- Open All Night. New Poems, 2000.

Il primo bicchiere, come sempre, è il migliore, Roma, Minimum fax, 2006. ISBN 88-7521-080-2.
- The night torn mad with footsteps, 2001.

Santo cielo, perché porti la cravatta?, Roma, Minimum fax, 2003. ISBN 88-87765-94-4. [prima parte]
Quando mi hai lasciato, mi hai lasciato tre mutande, Roma, Minimum fax, 2004. ISBN 88-7521-004-7. [seconda parte]
I cavalli non scommettono sugli uomini (e neanche io), Roma, Minimum fax, 2004. ISBN 88-7521-003-9. [terza parte]
Sotto un sole di sigarette e cetrioli, Roma, Minimum fax, 2005. ISBN 88-7521-048-9. [quarta parte]
- Sifting through the Madness for the Word, the Line, the Way, 2003.

E così vorresti fare lo scrittore?, Parma, Guanda, 2007. ISBN 978-88-8246-689-3. [prima parte]
Una notte niente male, Parma, Guanda, 2008. ISBN 978-88-8246-788-3. [seconda parte]
Cena a sbafo, Parma, Guanda, 2009. ISBN 978-88-8246-789-0. [terza parte]
- The flash of lighting behind the mountain

parzialmente in Ehi, Kafka!, Parma, Guanda, 2012. ISBN 978-88-8246-792-0.
parzialmente in Il crimine paga sempre, Parma, Guanda, 2013. ISBN 978-88-8246-793-7.
parzialmente in Ce l'hanno tutti con me, Parma, Guanda, 2013. ISBN 978-88-235-0562-9.
- The Continual Condition

Una torrida giornata d'agosto, Parma, Guanda, 2014. ISBN 978-88-6088-185-4.
Mentre Buddha sorride, Parma, Guanda, 2015. ISBN 978-88-6088-895-2.
- On cats

 Sui gatti, Guanda, 2016, ISBN 978-88-235-1405-8.
- On love

Sull'amore, Parma, Guanda, 2017. ISBN 978-88-235-1631-1.
- Essential Bukowski

Il meglio, Parma, Guanda, 2018. ISBN 978-88-235-2034-9.

### Diari, lettere, sceneggiature, interviste
- Shakespeare Never Did This, 1979.

Shakespeare non l'ha mai fatto, Milano, Feltrinelli, 1996. ISBN 88-07-81399-8. [diario di viaggio]
- Charles Bukowski. Quello che mi importa è grattarmi sotto le ascelle, intervista di Fernanda Pivano, Milano, SugarCo, 1982.
- Barfly

L'ubriacone, Milano, SugarCo, 1983. [sceneggiatura del film Barfly - Moscone da bar]
- Pensieri e aforismi, a cura di Paolo Roversi, Viterbo, Stampa alternativa, 1997. ISBN 88-7226-396-4.
- The Captain Is Out to Lunch and the Sailors Have Taken Over the Ship, 1998

Il capitano è fuori a pranzo e i marinai prendono il comando, con illustrazioni di Robert Crumb, Milano, Feltrinelli, 2000. ISBN 88-07-70118-9. [diario]
- Selected letters 1960-1970, I, Screams from the balcony

Urla dal balcone. Lettere, Volume primo (1959-1969), Roma, Minimun fax, 2000. ISBN 88-87765-01-4.
- Selected letters 1960-1970, II, Living on Luck

Birra, fagioli, crackers e sigarette. Lettere, Volume secondo (1970-1979), Roma, Minimun fax, 2001. ISBN 88-87765-02-2.
- Selected letters 1960-1970, III, Reach for the Sun

Birra, fagioli, crackers e sigarette. Lettere, Volume secondo (1970-1979), Roma, Minimun fax, 2001. ISBN 88-87765-02-2.
- Sunlight Here I Am. Interviews & Encounters 1963-1993

 Il sole bacia i belli. Interviste, incontri, insulti, Feltrinelli, 2014, ISBN 978-88-07-49162-7.

### Titoli originali in ordine alfabetico
- 55 beds in the same direction (1974)
- A Bukowski Sampler (1969)
- A Love Poem (1979)
- A New War (1997)
- All the Assholes in the World and Mine (1966)
- Alone In A Time Of Armies (1985)
- Another Academy (1970)
- Art (1977)
- as Buddha smiles (2004)
- At Terror Street and Agony Way (1968)
- Beauti-Ful (1988)
- Beerspit Night and Cursing: The Correspondence of Charles Bukowski and Sheri Martinelli 1960-1967 (2001)
- Betting on the Muse: Poems & Stories (1996)
- Between The Earthquake (1993)
- Bone Palace Ballet (1997)
- Bring Me Your Love (con illustrazioni di Robert Crumb) (1983) ISBN 0-87685-606-7
- Burning in Water Drowning in Flame: Selected Poems 1955-1973 (1974)
- Cold Dogs in the Courtyard (1965)
- Come On In!: New Poems (2006)
- Confession Of A Coward (1995)
- Confessions of a Man Insane Enough to Live with Beasts (1965)
- Crucifix in a Deathhand (1965)
- Dangling in the Tournefortia (1981)
- Darkness & Ice (1990)
- Days Run Away Like Wild Horses Over the Hills (1969)
- Erections, Ejaculations, Exhibitions and General Tales of Ordinary Madness (1972)
- Factotum (1975)
- Fire Station (1970)
- Flower, Fist and Bestial Wail (1960)
- Going Modern (1984)
- Gold In Your Eye (1986)
- Grip the walls (1964)
- Ham On Rye (1982)
- Heat Wave (1995)
- Hollywood (1989)

- Horsemeat (1982)
- Horses Don't Bet on People and Neither Do I (1984)
- Hot Water Music (1983)
- If we take (1969)
- If You Let Them Kill You They Will (1989)
- In The Morning And At Night (1991)
- In The Shadow Of The Rose (1991)
- It Catches My Heart in Its Hand (1963)
- Last Night of the Earth Poems (1992)
- Legs, Hips and Behind (1978)
- Living on Luck: Selected Letters 1960s-1970s, Volume 2 (1995)
- Longshot Pomes for Broke Players (1962)
- Love is a Dog from Hell (1977)
- Luck (1987)
- Me and your sometimes love poems (1972)
- Mockingbird, Wish Me Luck (1972)
- Night's work (1966)
- Not Quite Bernadette (1990)
- Notes of a Dirty Old Man (1969)
- Now (1992)
- One For The Old Boy (1984)
- Open All Night (2000)
- People Poems (1991)
- Pink Silks (2001)
- Play the Piano Drunk Like a Percussion Instrument Until the Fingers Begin to Bleed a Bit (1979)
- Poems Written Before Jumping out of an 8 Story Window (1968)
- Popcorn In The Dark (2000)
- Post Office (1971) ISBN 0-87685-087-5
- Pulp (1994)
- Reach for the Sun: Selected Letters 1978-1994, Volume 3 (1999)
- Red (1989)
- Relentless As The Tarantula (1986)
- Roominghouse Madrigals: Early Selected Poems 1946-1966 (1988)
- Run with the Hunted (1962)
- Run with the Hunted: A Charles Bukowski Reader (1993)

- Scarlet (1976)
- Screams from the Balcony: Selected Letters 1960-1970 (1993)
- Septuagenarian Stew: Stories and Poems (1990)
- Shakespeare Never Did This (1979)
- Shakespeare Never Did This (augmented edition) (1995)
- Sifting Through The Madness for the Word, The Line, The Way: New Poems (2003) ISBN 0-06-056823-2
- Slouching Toward Nirvana (2005)
- South of No North (1973)
- Sparks (1983)
- The Bukowski/Purdy Letters (1983)
- The Captain Is Out to Lunch and the Sailors Have Taken Over the Ship (1998)
- The Day it Snowed in L.A. (1986)
- The Flash of Lightning Behind the Mountain: New Poems (2004) ISBN 0-06-057701-0
- The Genius of the Crowd (1966)
- The Last Generation (1982)
- The Last Poem & Tough Company (1976)
- The Laughing Heart (1996)
- The Movie "Barfly" (1987)
- The Movie Critics (1988)
- The night torn mad with footsteps (2001)
- The Simple Truth (2002)
- The Singer (1999)
- The Wedding (1986)
- There's No Business (con illustrazioni di Robert Crumb) (1984)
- This (1990)
- Those Marvelous Lunches (1993)
- Three Poems (1992)
- To Lean Back Into It (1998)
- War All the Time: Poems 1981-1984 (1984)
- We Ain't Got No Money Honey (1989)
- What Matters Most Is How Well You Walk Through the Fire (1999)
- Women (1978)
- You Get So Alone at Times It Just Makes Sense (1986)
- You Kissed Lilly (1978)

## Filmografia

### Interpretazioni
- Supervan, regia di Lamar Card (1977) - cameo
- Barfly - Moscone da bar, regia di Barbet Schroeder (1987) - cameo

### Documentari
- The Charles Bukowski Tapes, regia di Barbet Schroeder - documentario (1985)
- Bukowski: Born Into This, regia di John Dullaghan - documentario (2003)
- You Neved Had It - Una serata con Bukowski, regia di Matteo Borgardt - documentario (2016)

### Sceneggiature
- Barfly - Moscone da bar, regia di Barbet Schroeder (1987)